# Roccamonfina (Italia)
Roccamonfina è un comune italiano di 3 090 abitanti della provincia di Caserta in Campania.

## Geografia fisica
Il paese si trova a circa 600 m s.l.m., all'interno del cratere dell'antico omonimo vulcano, sulle pendici orientali del Monte Santa Croce, che ne costituisce il cono terminale. La zona è coperta da castagneti.
Il territorio del comune fa parte del Parco regionale di Roccamonfina e Foce del Garigliano e della Comunità montana Monte Santa Croce.

## Storia
Nel territorio della conca vulcanica esistono tracce di insediamenti ausoni o aurunci, con tracce di mura in opera poligonale, attribuite al VI-V secolo a.C., sul monte La Frascara, l'Orto della Regina, e sul monte Santa Croce, forse riferibili a semplici postazioni militari di difesa.
I ritrovamenti di iscrizioni e monete sembrano indicare la presenza di un insediamento già nel III secolo d.C., ma l'attuale abitato è attestato solo a partire dal X secolo. Il nome Roccae Monfinum deriva dall'originario toponimo del monte Santa Croce, che in documenti intorno all'anno 1000 viene chiamato Monte Fino. Fu in possesso feudale dei Marzano e dei principi di Stigliano. Tra Trecento e Quattrocento assunse importanza con l'istituzione di un mercato settimanale (dal 1352) e di una fiera annuale.
Nel 1618 entrò in possesso di una nipote di papa Clemente VIII, Elena Aldobrandini. L'epidemia di peste del 1656 uccise gran parte della popolazione. Sotto il dominio borbonico divenne Terra Regia, diretto possesso del sovrano.

### Simboli
Nello stemma è raffigurata una torre di tre palchi, posta su tre colli, affiancata dalle lettere maiuscole L.A.M.F., aggiunte nel Seicento, iniziali di Locus Arcis Montis Finae ("Luogo della Rocca di Monte Fino"). Il gonfalone è un drappo di azzurro.

## Monumenti e luoghi d'interesse

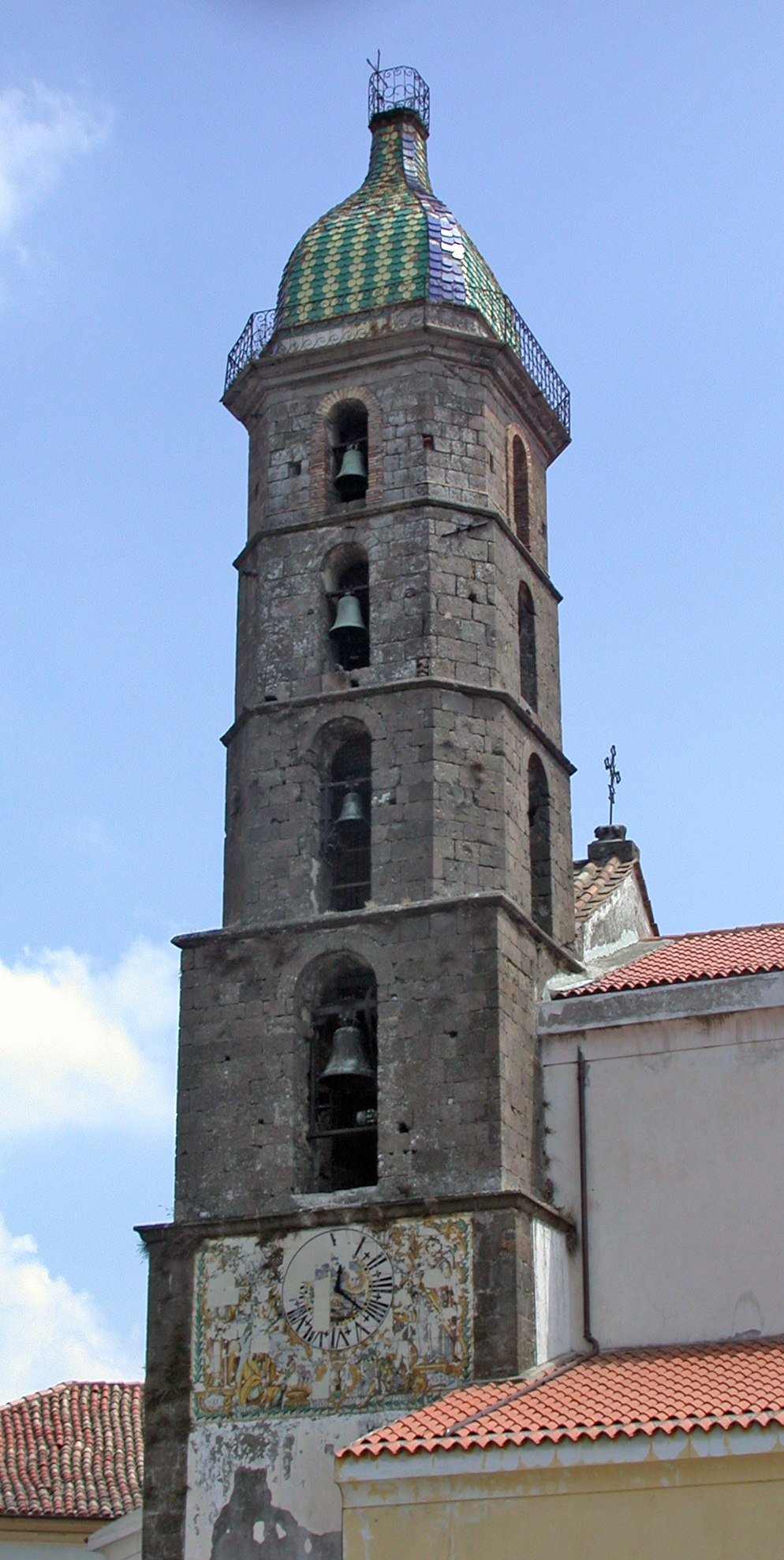
Il campanile della collegiata di Santa Maria Maggiore.

- Chiesa collegiata di Santa Maria Maggiore, sita nella centrale piazza Nicola Amore, il cui attuale stato si deve ad un rifacimento del 1715. Presenta un grande protiro ad arco sulla facciata ed è fiancheggiata da un campanile con decorazione a maioliche del 1775. L'interno è a tre navate. Alla chiesa è annesso un "Museo parrocchiale", che ne raccoglie gli arredi sacri.
- Chiesa e convento di San Domenico, siti nella frazione omonima ed eretti nel XVII secolo per donazione testamentaria di Gian Nicola Fusco. La chiesa ha tre navate e conserva un coro ligneo.
- Chiesa di San Michele Arcangelo, nella frazione Gallo con fonte battesimale marmoreo seicentesco.
- Chiesa di San Giovanni Battista, sita nella frazione di Torano-Filorsi, risale al XIII secolo ed è in stile romanico; fu gravemente danneggiata dai terremoti del 1960 e 1964, che interessarono l'area campana. Restaurata di recente, della magnifica volta affrescata resta un solo brandello di affresco.
- Santuario di Maria Santissima dei Lattani, fondato nel 1430 da san Bernardino da Siena e san Giacomo della Marca, in seguito alla notizia del ritrovamento di una statua della Vergine. Gli edifici del santuario si aprono su un ampio cortile interno, aperto sul panorama. Vi si affacciano la chiesa, il convento e un edificio costruito al momento della fondazione, detto "Protoconventino" o "romitaggio di San Bernardino", recentemente restaurato nelle forme originali. Nel cortile si trovano anche una fontana in pietra e, sul lato verso il monte, una fontana quattrocentesca decorata nel 1961 da una raffigurazione su ceramica colorata.
- Chiesa di Ognissanti del 1191 con affreschi, sita in via Cicioni.
- Palazzo Colletta, edificio quattrocentesco, si affaccia sulla piazza Nicola Amore.
- Chiesa di Santa Maria della Carità a navata unica con Madonna addolorata del XVIII secolo nella frazione Fontanafredda.
- Borgo medievale di Cerquarola.
- Chiesa di San Nicola, barocca, nella frazione Garofali.
- Mura megalitiche dell'Orto della Regina[4], a qualche chilometro dalla frazione Fontanafredda.

## Società

### Evoluzione demografica
Abitanti censiti

### Tradizioni e folclore
Nell'ultimo martedì di maggio la statua del santo patrono, sant'Antonio, viene condotta in processione dalla chiesa del Santuario dei Lattani alla chiesa di Santa Maria Maggiore (Calata di sant'Antonio), per venire ricondotta al suo posto l'ultima domenica di agosto (Salita di sant'Antonio).

## Cultura

### Musei
- Presso il Palazzo dei Congressi di Roccamonfina in via Roma è stato istituito nel 2010 il Museo delle Arti e del Geosito dei Monti Aurunci (MAGMA)[9]. Ospita collezioni di arte contemporanea di maestri internazionali, giovani del territorio nazionale e collezioni di scienze ambientali.
- Il Museo Storico di Roccamonfina - "Una Storia da Raccontare", creato nel 2016, documenta gli eventi della seconda guerra mondale avvenuti nel territorio[10].

## Economia
Roccamonfina, assieme ad altri otto comuni, costituisce la zona di produzione della IGP «castagna di Roccamonfina».
La presenza del castagno nell’area di Roccamonfina è fatta risalire ad alcune centinaia di anni prima della dominazione romana nella zona. Fu tuttavia nel Medioevo, dopo le invasioni barbariche, che la castanicoltura dell’area rappresentò una parte fondamentale per l’economia e la sopravvivenza della popolazione locale. Principale fonte di sostentamento alimentare nei periodi invernali e di carestia, il castagno a Roccamonfina e dintorni, infatti, aveva un ruolo fondamentale nella vita familiare della popolazione. Con il suo legno si costruivano le travi dei tetti delle case, i mobili, gli utensili e si alimentava il fuoco delle stufe e dei camini.

## Infrastrutture e trasporti

### Ferrovie
Il comune è servito dalla stazione di Sessa Aurunca-Roccamonfina-Cellole, sulla ferrovia Roma-Formia-Napoli, situata però a 20 km dal centro abitato.

## Amministrazione
| Periodo | Periodo   | Primo cittadino        | Partito                              | Carica      | Note |
| ------- | --------- | ---------------------- | ------------------------------------ | ----------- | ---- |
| 1988    | 1991      | Giuseppe Buco          | Democrazia Cristiana                 | Sindaco     |      |
| 1991    | 1996      | Ludovico Tommaso Feole | Democrazia Cristiana                 | Sindaco     |      |
| 1996    | 1998      | Ludovico Tommaso Feole | Partito Popolare Italiano            | Sindaco     |      |
| 1998    | 1998      | Goliardo Miniati       |                                      | commissario |      |
| 1998    | 2003      | Ludovico Tommaso Feole | Democrazia è Libertà - La Margherita | Sindaco     |      |
| 2003    | 2008      | Ludovico Tommaso Feole | Democrazia è Libertà - La Margherita | Sindaco     |      |
| 2008    | 2013      | Maria Cristina Tari    | Lista civica                         | Sindaco     |      |
| 2013    | 2014      | Maria Cristina Tari    | Lista civica                         | Sindaco     |      |
| 2014    | 2015      | Vittoria Ciaramella    |                                      | commissario |      |
| 2015    | 2020      | Carlo Montefusco       | Lista civica                         | Sindaco     |      |
| 2020    | in carica | Carlo Montefusco       | Lista civica                         | Sindaco     |      |

### Gemellaggi
- San Giovanni in Persiceto

## Galleria d'immagini

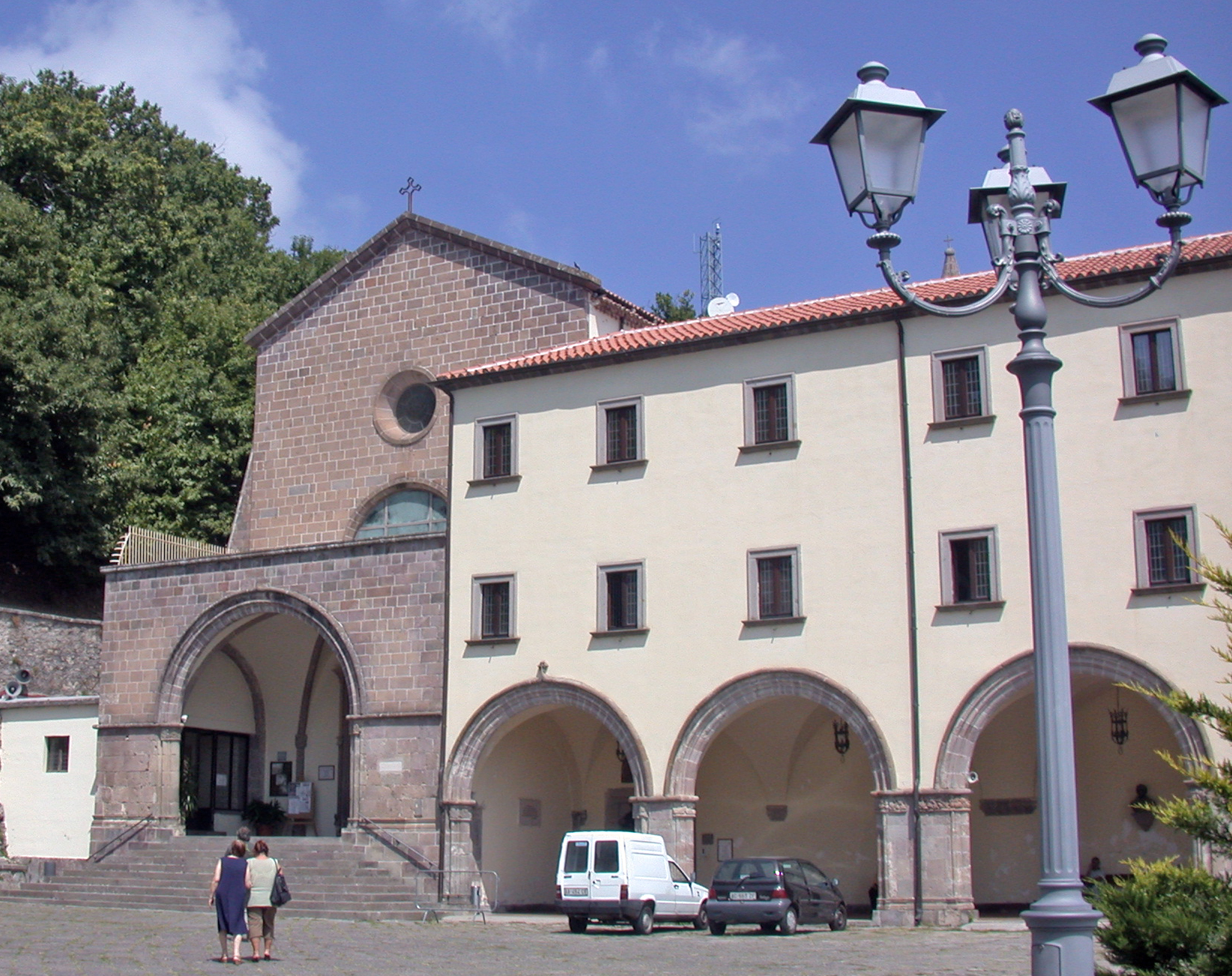
Vista del convento dei Lattani e della chiesa
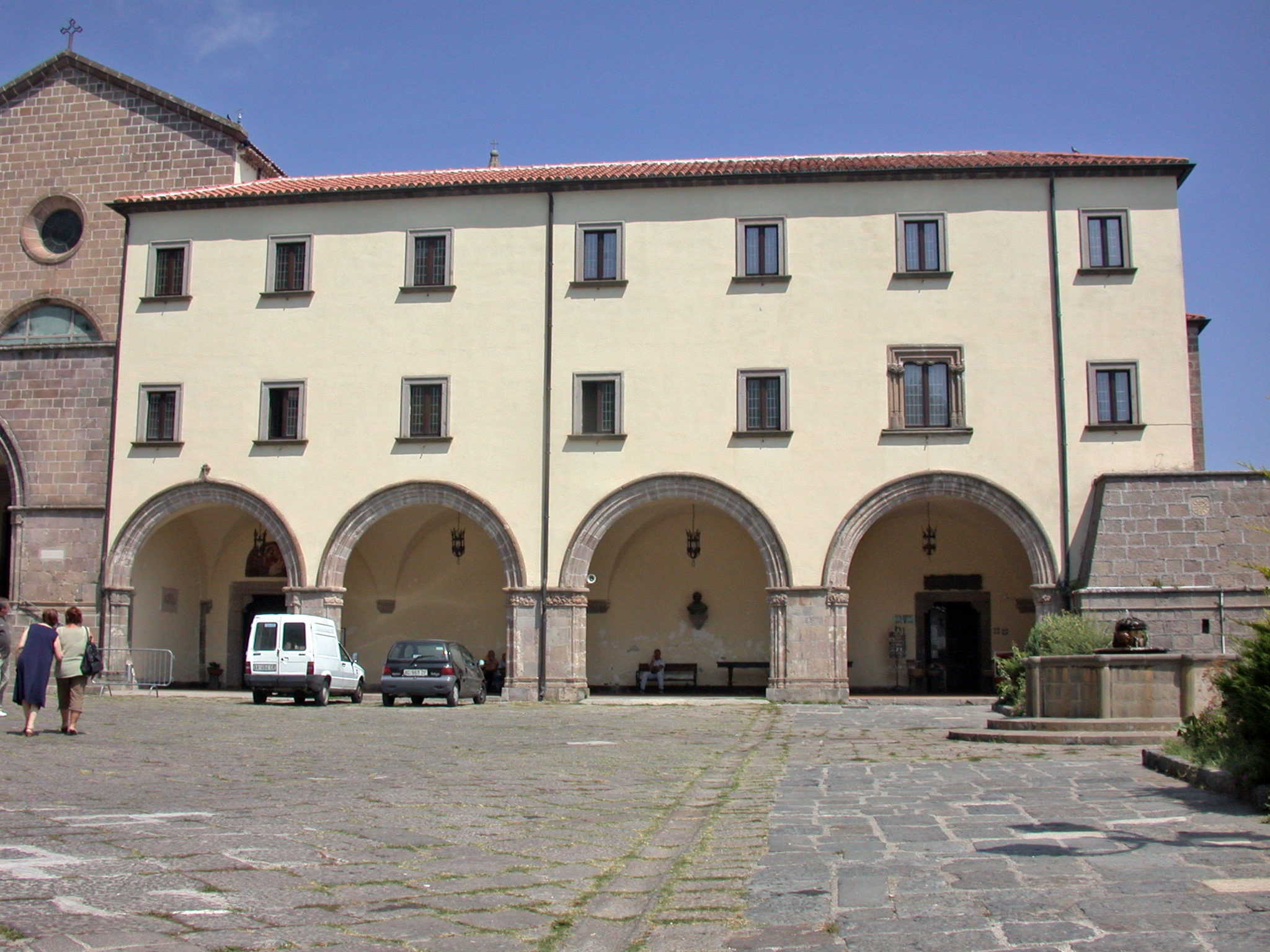
Facciata del convento
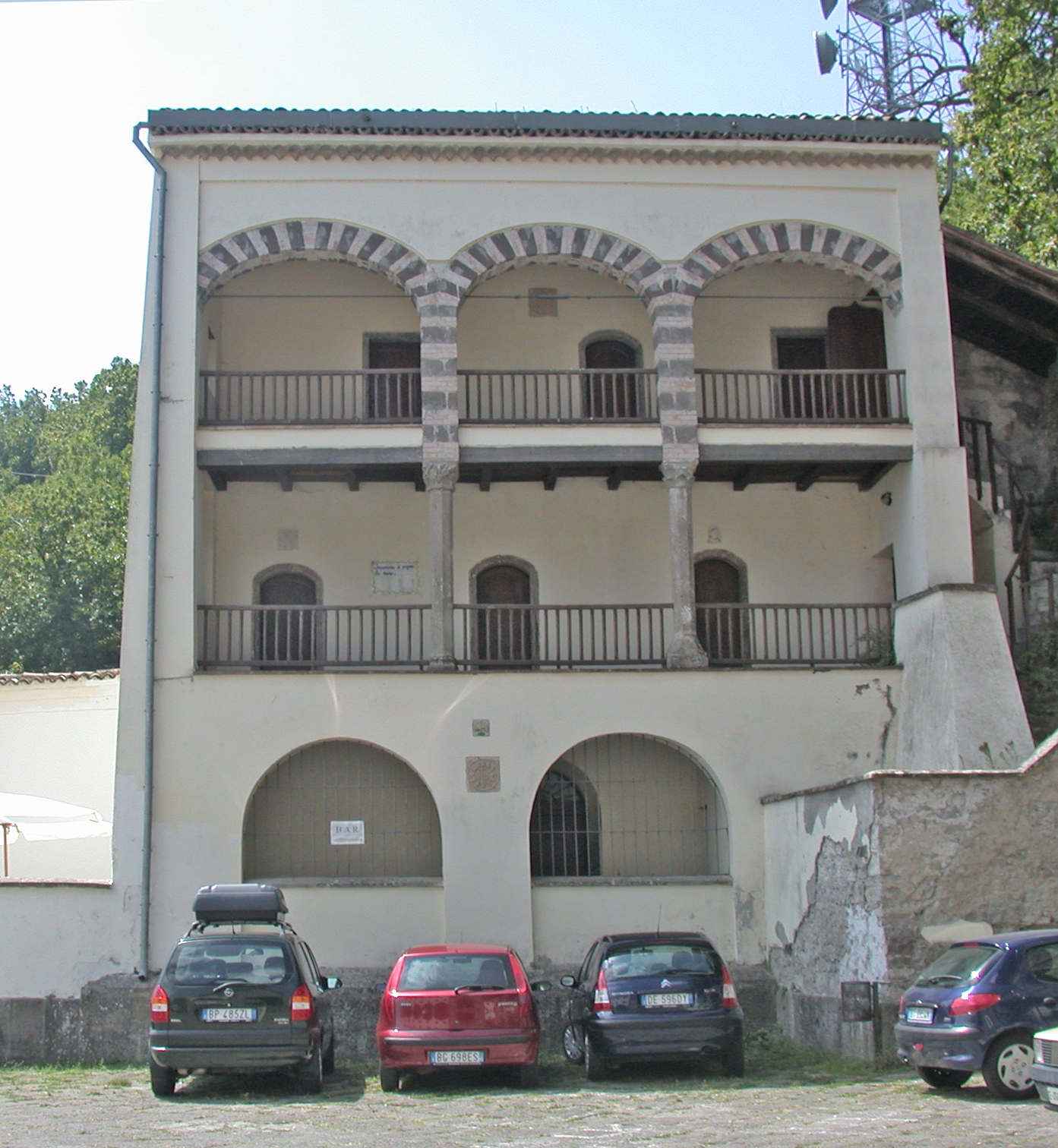
Il "Protoconventino"
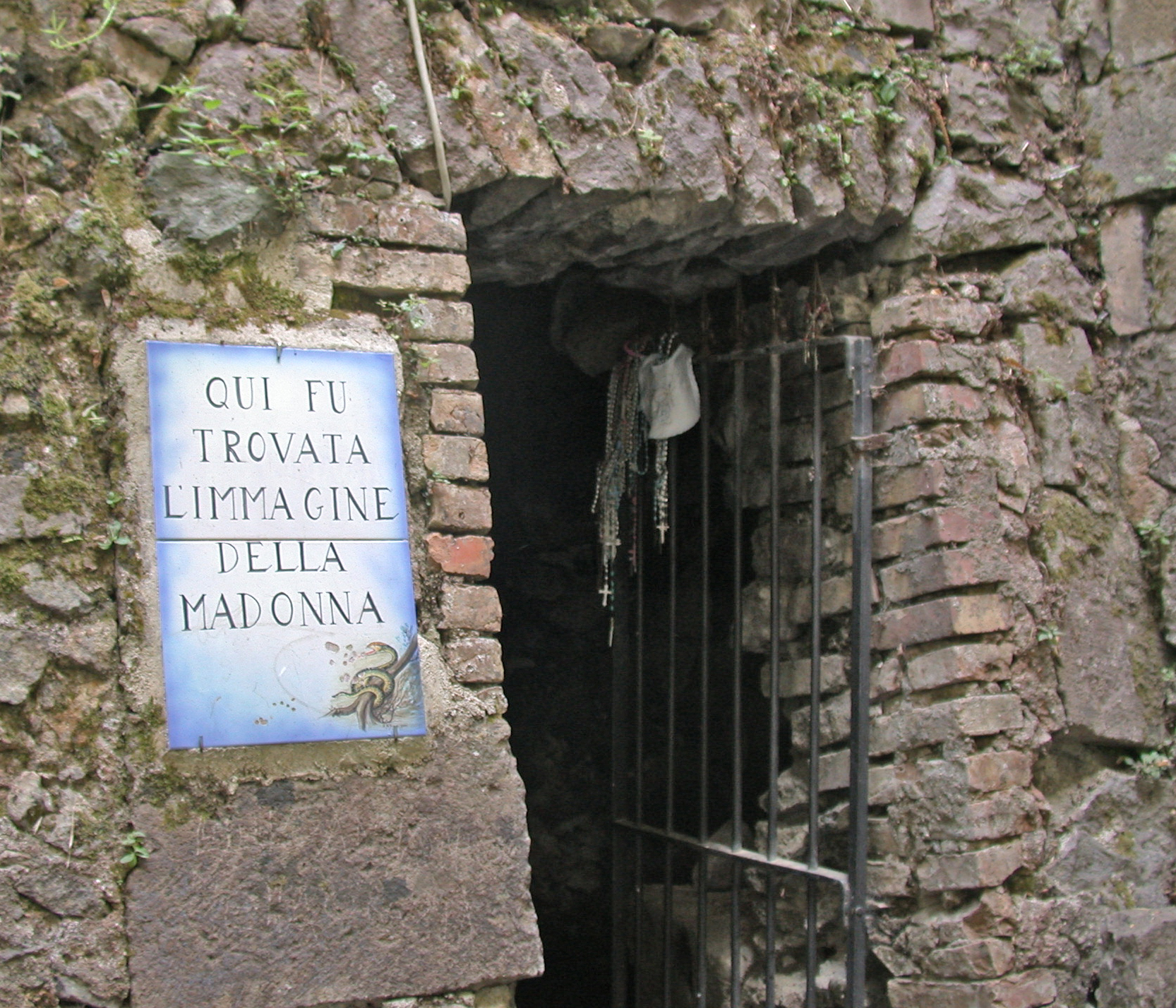
Ingresso della grotta dove venne rinvenuta la statua della Madonna
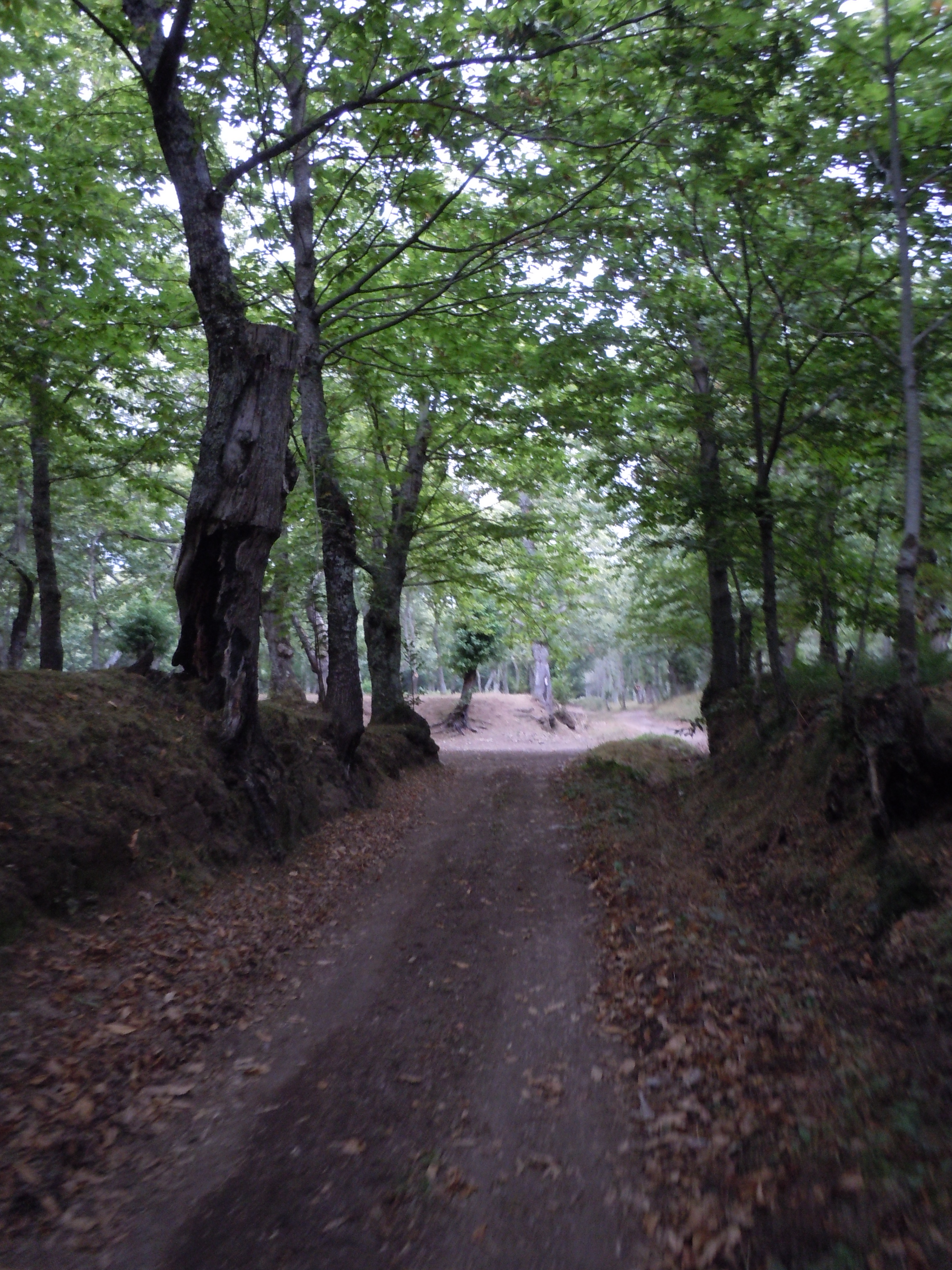
Bosco di Roccamonfina
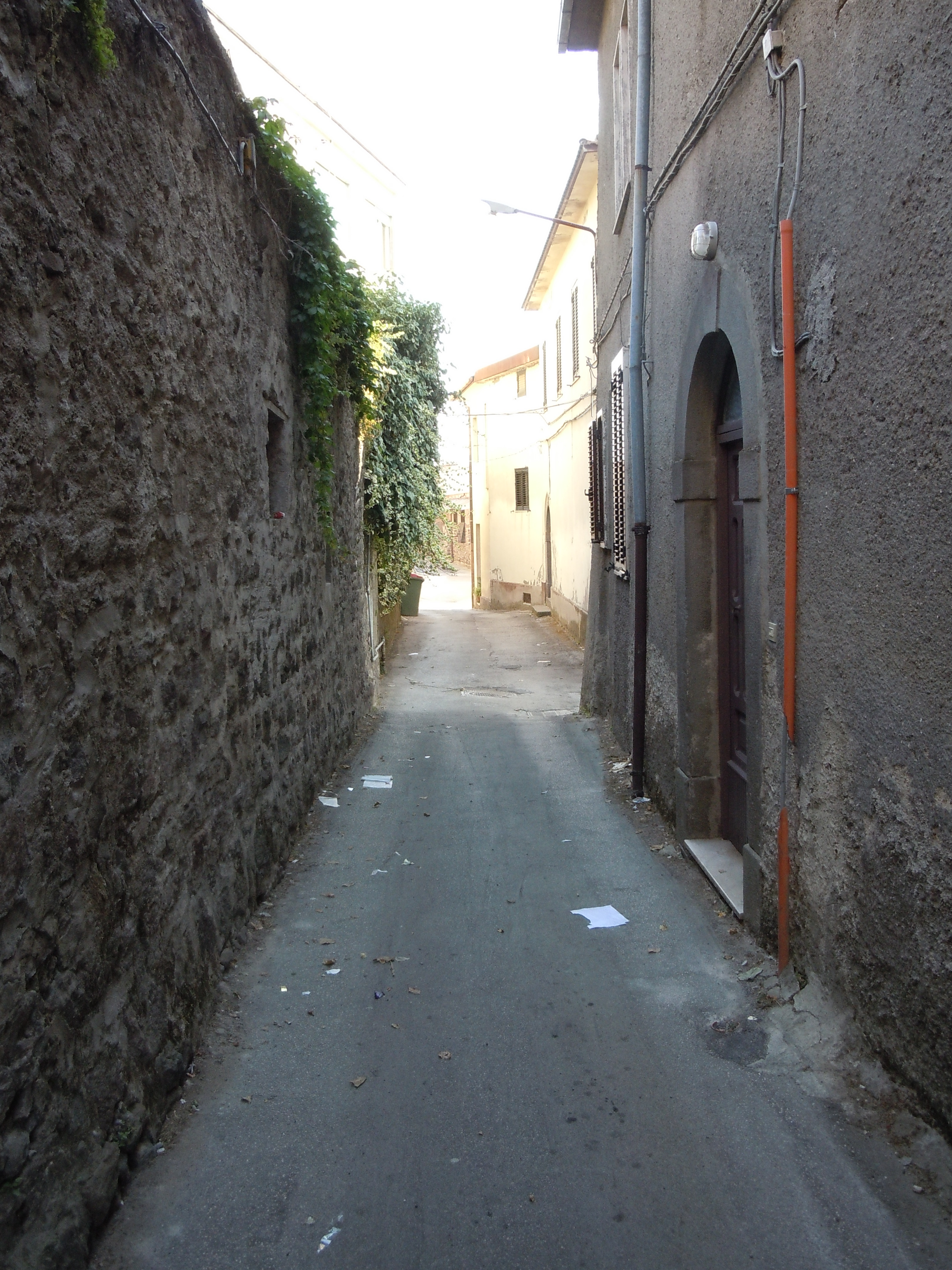
Vicolo di Roccamonfina
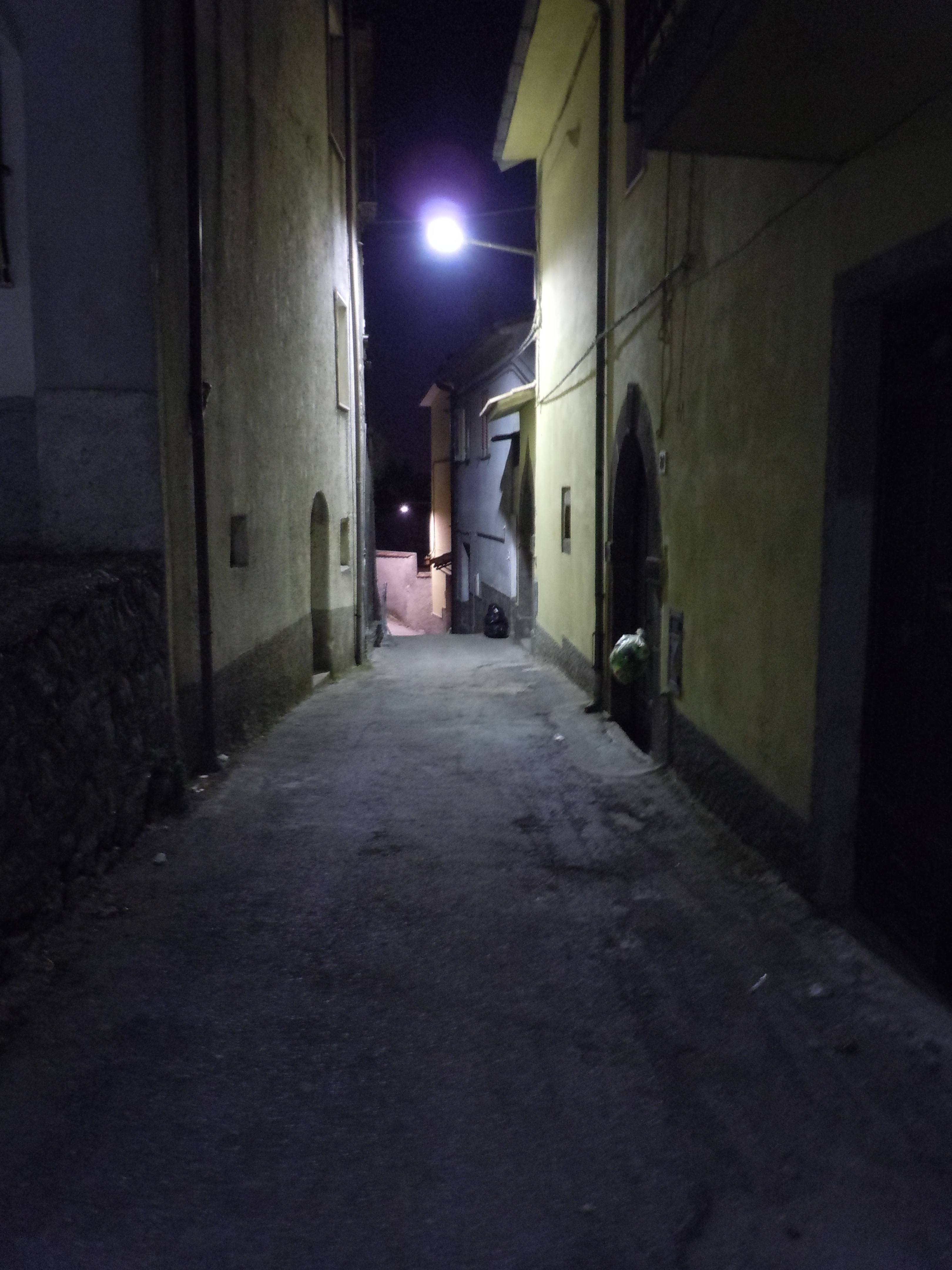
Vicolo di Roccamonfina
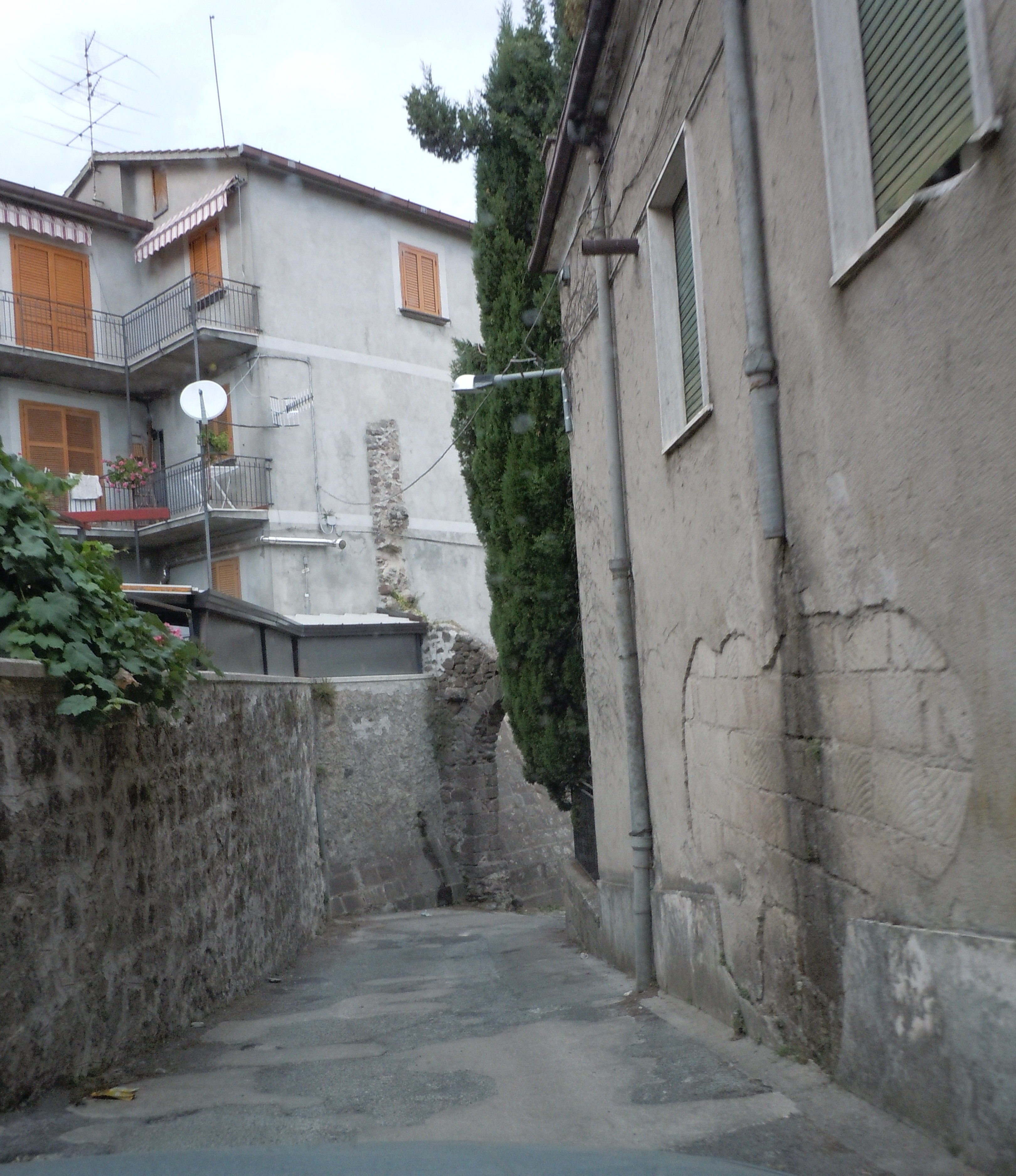
Vicolo di Roccamonfina
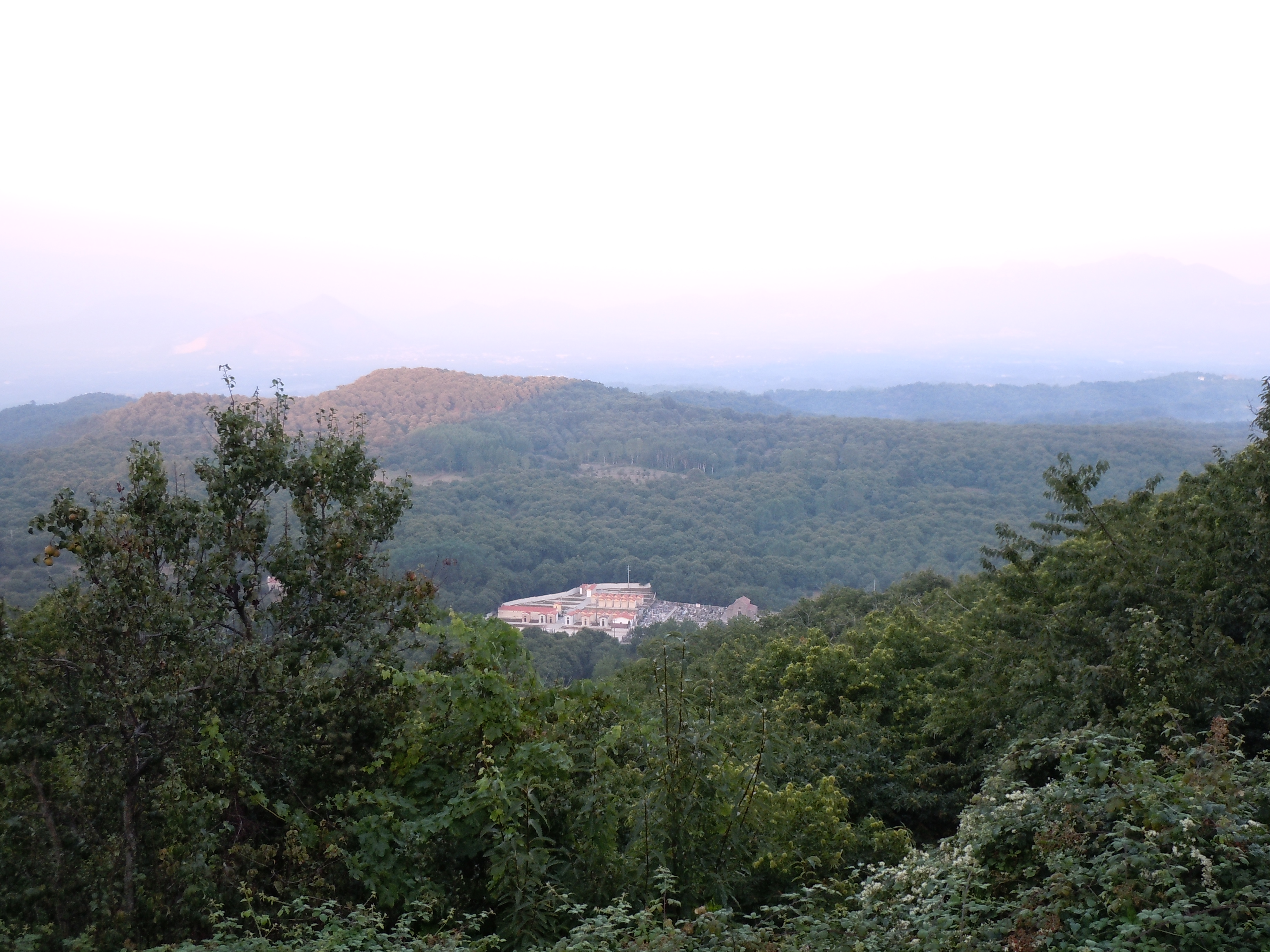
Panorama dal Santuario dei Lattani
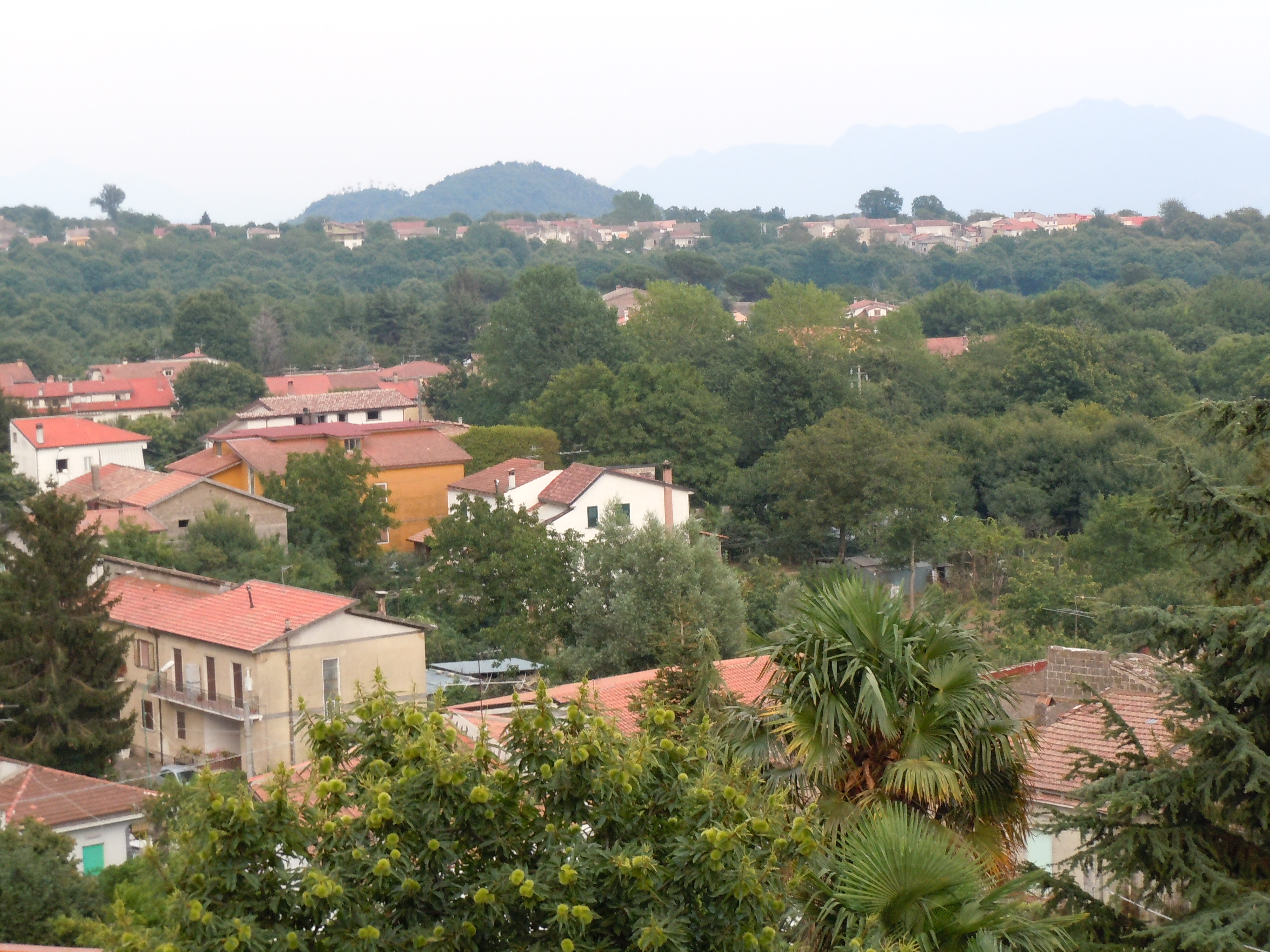
Veduta dall'alto